# 伊手村
伊手村（日语：／ Ide mura */?）是日本昭和三十年（1955年）時廢除，原屬岩手縣江刺郡的村，現在是奥州市江刺區伊手。

## 沿革
- 明治廿二年（1889年）4月1日：隨著町村制的施行，自然形成的伊手村獨自施行村制。
- 昭和三十年（1955年）2月10日：伊手村、岩谷堂町、稻瀨村、愛宕村、田原村、玉里村、廣瀨村、藤里村、梁川村、米里村合併成江刺町。

## 行政
- 歷代村長

| 代     | 姓名       | 就任                       | 退任                       | 備考 |
| ------ | ---------- | -------------------------- | -------------------------- | ---- |
| 1～2   | 佐川儀作   | 明治22年（1889年）4月      |                            |      |
| 3      | 佐川仁三郎 | 明治29年（1896年）7月      |                            |      |
| 4      | 佐藤大作   | 明治32年（1899年）8月      |                            |      |
| 5      | 菅野宇佐美 | 明治33年（1900年）9月      |                            |      |
| 6      | 佐藤大作   | 明治34年（1901年）4月13日  | 明治36年（1903年）12月26日 | 再任 |
| 7      | 高橋虎太郎 | 明治37年（1904年）1月27日  | 明治38年（1905年）4月13日  |      |
| 8      | 渡邊儀三郎 | 明治38年（1905年）4月      | 明治40年（1907年）2月11日  |      |
| 9      | 佐藤久治郎 | 明治40年（1907年）2月13日  | 明治40年（1907年）6月11日  |      |
| 10     | 高橋虎太郎 | 明治40年（1907年）7月11日  | 明治44年（1911年）7月10日  | 再任 |
| 11     | 佐藤大作   | 明治44年（1911年）8月9日   | 大正2年（1913年）1月13日   | 三任 |
| 12     | 菅野宇佐美 | 大正2年（1913年）2月13日   | 大正3年（1914年）4月4日    | 再任 |
| 13     | 高橋源之助 | 大正3年（1914年）6月19日   | 大正7年（1918年）6月8日    |      |
| 14～16 | 境田寅之助 | 大正7年（1918年）6月19日   | 大正15年（1926年）9月19日  |      |
| 17     | 勝山熊治郎 | 大正15年（1926年）10月22日 | 大正5年（1930年）10月21日  |      |
| 18     | 和川伊織   | 昭和5年（1930年）10月22日  | 昭和9年（1934年）10月21日  |      |
| 19     | 龜井竹治   | 昭和9年（1934年）10月22日  | 昭和12年（1937年）3月26日  |      |
| 20     | 及川多門   | 昭和12年（1937年）4月5日   | 昭和15年（1940年）2月19日  |      |
| 21     | 佐藤佐     | 昭和15年（1940年）3月5日   | 昭和18年（1943年）2月22日  |      |
| 22     | 男澤敬章   | 昭和18年（1943年）6月18日  | 昭和21年（1946年）9月      |      |
| 23～24 | 龜井清見   | 昭和22年（1947年）4月5日   | 昭和30年（1955年）2月9日   |      |